# 리처드 T. 존스
리처드 T. 존스(Richard T. Jones, 1972년 1월 16일 ~ )는 미국의 배우이다.

## 출연 작품
- 이벤트 호라이즌
- 밴티지 포인트 - 홀든 역
- 크리미널 리벤지 - 스콧 역